# 6ter
6ter (leído sister, «hermana» en inglés) es el canal nacional francés número 22, lanzado el 12 de diciembre de 2012. El canal forma parte del grupo de comunicación Groupe M6, el cual también opera los canales M6 y W9 en la Televisión Digital Terrestre francesa.

## Historia
Tras la convocatoria de las solicitudes al consejo superior audiovisual francés (CSA) se concedió licencia para la emisión de 6 nuevos canales en la televisión digital terrestre y el grupo M6 presentó tres proyectos de canales: 6ter, M6 Boutique & Co y Hexa.
El 27 de marzo el consejo superior audiovisual escogió a 6ter para ser una de las nuevas licencias otorgadas. El canal comenzó sus emisiones de 12 de diciembre de 2012 estando solo disponible en alta definición.

## Identidad Visual

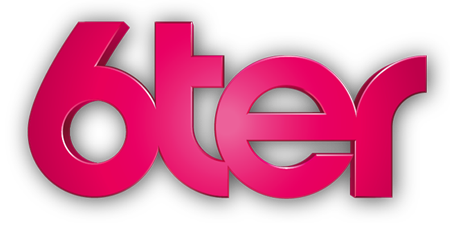
Logotipo de 6ter desde el 12 de diciembre de 2012.

## Programación
La programación de 6ter está orientada al entorno familiar incluyendo magacines, documentales, programas educativos para niños, series y películas.
- 90210 (90210 Beverly Hills : Nouvelle Génération, temporadas 4-5)
- Buffy the Vampire Slayer (Buffy contre les vampires)
- Family Blagues
- King & Maxwell
- The Messengers
- Modern Family (temporadas 1-6)
- Off the Map (Off the Map : Urgences au bout du monde)
- Once Upon a Time (season 3 only, other seasons in syndication)
- Reign (Reign : Le destin d'une reine)
- Sleepy Hollow (temporadas 1-2)
- Switched at Birth (Switched)
- Witches of East End
- Zero Hour

### Reposiciones
- 8 Simple Rules (Touche pas à mes filles)
- Les Aventures de Tintin
- Pauvres Millionnaires
- Band of Brothers
- Caméra Café
- Charmed
- Crisis
- Le Clown
- Desperate Housewives
- Dinotopia (miniserie)
- Dinotopia: The Series (Dinotopia)
- Dr. Quinn, Medicine Woman (Docteur Quinn, femme médecin)
- Emily Owens, M.D. (Dr Emily Owens)
- Face au doute
- Geronimo Stilton
- The Good Wife
- Kaamelott
- Kid Paddle
- Kyle XY
- Largo Winch
- Le Petit Nicolas
- Les Blagues de Toto
- Les Cordier, juge et flic
- Les Nouvelles Aventures de Lucky Luke
- Life Is Wild (serie de televisión)
- Little House on the Prairie (La Petite Maison dans la prairie)
- Lou !
- Le Manège enchanté
- Malcolm in the Middle
- Le Flic de Shanghaï
- Martine
- Martin Mystery (Martin Mystère)
- Melrose Place : Nouvelle Génération
- Murder Rooms: The Dark Beginnings of Sherlock Holmes (Les Mystères du véritable Sherlock Holmes)
- My Wife and Kids (Ma famille d'abord)
- The Nanny (Une nounou d'enfer)
- No Ordinary Family  (Super Hero Family)
- Numb3rs
- Paris 16e
- Prehistoric Park
- Le Caméléon
- Primeval (Nick Cutter et les Portes du temps)
- Raising Hope
- Relic Hunter (Sydney Fox, l'aventurière)
- Robin des Bois
- Sherlock Holmes
- Smallville
- Sous le soleil
- Notre belle famille
- Terra Nova
- Touch
- Un gars, une fille
- Un, dos, tres
- Victoire Bonnot

### Dibujos Animados
- Chico Chica Boumba Pepper School
- Geronimo Stilton
- Le Manège enchanté
- Le Petit Nicolas
- Les Aventures de Tintin
- Les Blagues de Toto
- Les Nouvelles Aventures de Lucky Luke
- Lou !
- Martin Mystère
- Martine
- Sammy & Co
- Kid Paddle

## Audiencias
| Año  | Enero | Febrero | Marzo | Abril | Mayo  | Junio | Julio | Agosto | Septiembre | Octubre | Noviembre | Diciembre | Media Anual |
| ---- | ----- | ------- | ----- | ----- | ----- | ----- | ----- | ------ | ---------- | ------- | --------- | --------- | ----------- |
| 2012 | –     | –       | –     | –     | –     | –     | –     | –      | –          | –       | –         | 0,4 %     | 0,4 %       |
| 2013 | 0,4 % | 0,4 %   | 0,4 % | 0,5 % | 0,5 % | 0,5 % | 0,6 % | 0,7 %  | 0,5 %      | 0,6 %   | 0,6 %     | 0,6 %     | 0,5 %       |
| 2014 | 0,7 % | 0,5 %   | 0,7 % | 0,8 % | 0,7 % | 0,6 % | 0,7 % | 0,8 %  | 0,6 %      | 0,7 %   | 0,8 %     | 0,8 %     | 0,7 %       |
| 2015 | 0,9 % | 1,0 %   | 1,0 % | 1,1 % | 1,2 % | 1,1 % | 1,3 % | 1,5 %  | 1,1 %      | 1,2 %   | 1,1 %     | 1,2 %     | 1,1 %       |
| 2016 | 1,2 % | 1,1 %   | 1,2 % | 1,3 % | 1,4 % | 1,5 % | 1,7 % | 1,7 %  | 1,5 %      | 1,5 %   | 1,4 %     | 1,4 %     | 1,4 %       |
| 2017 | 1,7 % | 1,6 %   | 1,6 % | 1,5 % | 1,4 % | 1,6 % | 1,9 % | 2,0 %  | 1,8 %      | 1,7 %   | 1,7 %     | 1,5 %     | 1,7 %       |
| 2018 | 1,7 % | 1,6 %   | 1,6 % | 1,6 % | 1,7 % | 1,7 % | 1,7 % | 1,9 %  | 1,6 %      | 1,4 %   |           |           |             |

Fuente : Médiamétrie
Leyenda :
Fondo verde : Mejor resultado histórico.
Fondo rojo : Peor resultado histórico.
El mejor resultado de audiencia del canal fue la emisión de la película Sister Act el 4 de marzo de 2018 con 1.009.000 espectadores y una cuota de mercado del 4,2 %.